# 顺济桥遗址
顺济桥遗址，位于中国福建省泉州市鲤城区临江街道伍堡社区堤后路50号，城南晋江江面上。始建于南宋嘉定四年（1211年），为泉州知州邹应龙以来泉的外国商人资金建成。桥呈东西走向，原结构基础采用全河床抛填块石和条石，桥墩为干砌条石，上部结构为石梁，两侧有扶栏，花岗岩梁桥，长约150余丈，宽1.4丈，桥墩31个。造桥时，泉州古城南门——徳济门内有奉祀海神妈祖的天后宫，原名顺济宫，顺济桥因此而得名。顺济桥建成后历代多有修缮，现仅存部分桥面和桥墩11个，其中西侧残留6个桥墩及连续的桥面，东侧残留4个桥墩及部分桥面，中间部分仅余1个桥墩尚残存有一定高度，其余桥墩仅在低潮期间可露出部分石块。顺济桥是古代泉州通往晋江的“孔道”，为研究泉州地区古桥梁发展历史和泉州海洋贸易提供了重要史料。2020年1月21日增补为第九批福建省文物保护单位。